# Incidente ferroviario di Murazze di Vado
L'incidente ferroviario di Murazze di Vado – noto alle cronache anche come disastro della Freccia della Laguna –, avvenuto nel 1978, è considerato, per numero di vittime, uno dei più gravi incidenti ferroviari avvenuti in Italia nel secondo dopoguerra.

## Dinamica del sinistro

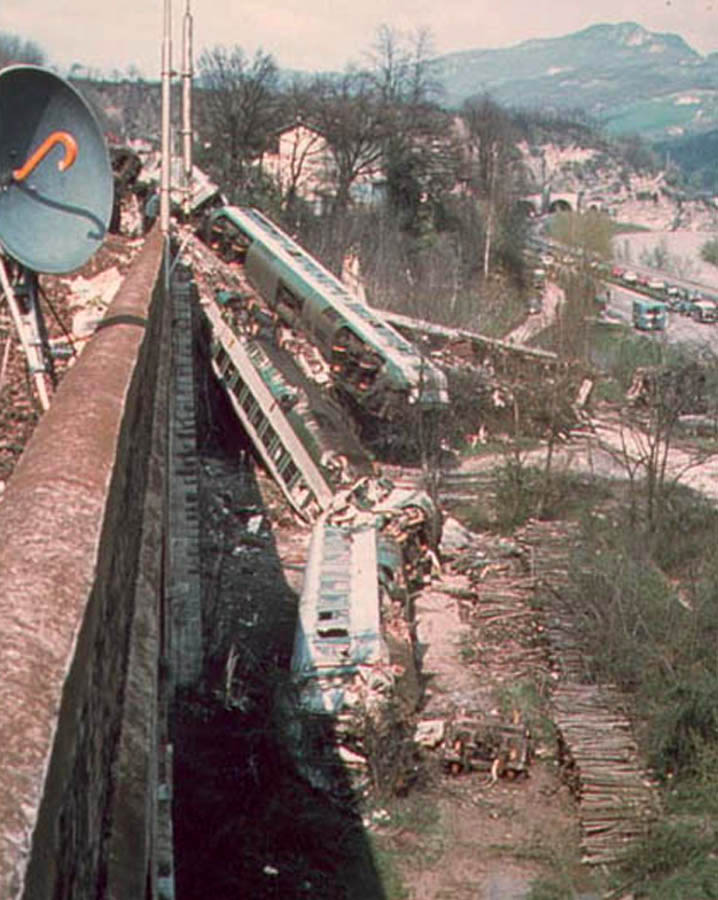
Le carrozze della Freccia della Laguna dopo l'incidente

Il 15 aprile 1978, poco dopo le ore 12:00, in località Murazze di Vado nel comune emiliano di Monzuno, sulla linea Firenze-Bologna, l'espresso 572 bis Bari-Trieste, instradato a causa del crollo di un ponte sulla linea adriatica via Caserta-Roma-Firenze-Bologna e trainato dalla locomotiva E.645.016 (una seconda locomotiva, la E.636.282, viaggiava in composizione), deragliò a causa di uno smottamento provocato dalle intense piogge. L'unità di testa si intraversò sui binari in prossimità dell'accesso a una galleria, invadendo anche il binario dispari, destinato al traffico diretto a Firenze.
Pochi istanti dopo sbucò dalla galleria, in direzione opposta e alla velocità di 110 km/h, il treno rapido 813 Freccia della Laguna composto da elettromotrici ALe 601 e rimorchiate che urtarono violentemente la E.645.016 intraversata, deragliando e finendo nella scarpata sottostante dopo un volo di venti metri. L'espresso 572 bis, invece, rimase sui binari con il suo carico di passeggeri illesi e sotto shock.
Il bilancio dell'incidente fu di 48 morti (tra cui i quattro macchinisti) e 76 feriti. A bordo della Freccia della Laguna vi era anche la squadra di calcio del Verona che si stava recando nella capitale per disputare la partita di campionato con la Roma, e aveva scelto il treno perché il volo prenotato in precedenza era stato cancellato a causa delle avverse condizioni meteorologiche; i componenti della formazione scaligera, che viaggiavano a bordo della prima carrozza, in quel momento erano tuttavia a pranzo nella rimorchiata ristorante, frangente che li portò a salvarsi uscendo quasi illesi dall'incidente.